# Friedrich Pfohl
Friedrich Viktor Pfohl (* 10. August 1919 in Körmend, Ungarn; † 16. Jänner 2005) war ein österreichischer Industrieller und Politiker (ÖVP).
Vom 23. Oktober 1978 bis zum 18. Oktober 1991 gehörte er dem steirischen Landtag in drei Gesetzgebungsperioden als Landtagsabgeordneter an.

## Leben
Friedrich Pfohl wurde am 10. August 1919 in der Stadt Körmend, unweit von Steinamanger, als zweites Kind des vormaligen k.u.k. Hauptmannes Friedrich Pfohl und dessen Ehefrau Emilie (geborene Groze) geboren. Er wuchs in Wien auf und besuchte hier sowohl die Volks- als auch die Realschule. Als 18-Jähriger rückte er im Jahre 1937 als Offiziersanwärter ins Bundesheer der Ersten Republik ein. Nach der Übernahme des damaligen Bundesheeres in die Wehrmacht nahm er als Offizier im Zweiten Weltkrieg am Polen-, Frankreich- und Russlandfeldzug teil. An der Westfront wurde Pfohl schwer verwundet und kam in weiterer Folge in Kriegsgefangenschaft. Nach der Entlassung aus der Kriegsgefangenschaft begann Pfohl ein Studium der Rechtswissenschaften an der Universität Wien und trat nach dessen Absolvierung und der Gerichtspraxis als Konzipient in eine Wiener Anwaltskanzlei ein. Im Jahre 1949 heiratete der Dr. iur. eine Dorothea Paula Leopoldine Tessmar (geborene Sattler; 1917–2012), die Witwe eines deutschen Kriegskameraden, der im Zweiten Weltkrieg starb, und adoptierte deren beiden Kinder Werner (1942–2015) und Eva. Aufgrund guter Beziehungen zur steirischen Landesregierung, allen voran Landeshauptmann Josef Krainer senior, durften die Kinder fortan den Doppelnamen Tessmar-Pfohl – Tessmar nach dem leiblichen Vater und Pfohl nach dem Adoptivvater – führen.
Seine Ehefrau entstammt einer Heirat zwischen dem Sohn der Sattlerwerke in Thondorf bei Graz und der Tochter der Schafferwerke Forst und Gutsverwaltung aus Breitenau am Hochlantsch. Noch um die Jahrhundertwende war das Forstgut ein Bergbauwerk, das in einem Randbereich einen Magnesitabbau aufwies. 1951 trat Pfohl in das Unternehmen seines Schwiegervaters, die Sattler Textilwerke OHG, ein und stand dem Unternehmen ab 1954 als geschäftsführender Gesellschafter vor. Abgesehen von den Sattlerwerken leitete Pfohl auch noch den 700 Hektar umfassenden Forstbetrieb des Guts Schafferwerke  in der Breitenau. Die Gutsanlage mitsamt des historischen Gutshauses aus dem Jahre 1777 mit seinen Nebengebäuden und den Gartenanlagen wurde bis in die 1970er Jahre wiederhergestellt. Auf Initiative von Friedrich und Dorothea Pfohl wurde Alwin Seifert als Landschaftsgestalter engagiert und der Gartenumbau in den Jahren 1959 bis 1970 umgesetzt. Für seine Landschaftsgestaltung wurde das Gut Schafferwerke, das ursprünglich mit einem Sensenwerk verbunden war, 1981 mit dem „Geramb-Dankzeichen für Gutes Bauen“ ausgezeichnet. Unter Friedrich Pfohl kam es durch dessen gesellschaftlicher, kultureller und politischer Verquickung zum Abschluss eines lukrativen Magnesitabbauvertrages mit der Veitscher Magnesit, der anfangs seiner Frau Dorothea Pfohl, und dann, nachdem die Rechte an die beiden Kinder übertragen worden waren, auch diesen, laufende hohe Abbauerträge sicherten und zwar unabhängig davon, ob dieses Magnesit überhaupt abgebaut wurde oder nicht. Ein Teil des Geldes aus den Abbauerträgen des Magnesitbergbaus wurde wiederum in die nur schleppend laufenden Sattlerwerke investiert, die erst wieder unter Sohn Werner Tessmar-Pfohl schwarze Zahlen schreiben sollten. Neben dem Anwesen in der Breitenau besaß die Familie Pfohl auch ein stattliches Haus in Wenigzell, das der Familie als Zweitwohnsitz diente und wo Friedrich Pfohl auch eine Jagd gepachtet hatte. Im Laufe der Jahre baute Pfohl auch eine stattliche Gemäldesammlung auf.
Nach der Landtagswahl in der Steiermark 1978 zog Pfohl als Mitglied der ÖVP in den steirischen Landtag ein und gehörte diesem von 23. Oktober 1978 bis 18. Oktober 1991 in einem Zeitraum von drei Gesetzgebungsperioden (IX., X. und XI.) an. Als Abgeordneter übte er Funktionen im Wirtschafts- und Raumordnungsausschuss, im Ausschuss für Verkehr und Infrastruktur bzw. im verkehrswirtschaftlichen Ausschuss sowie im Ausschuss für Wissenschaft und Forschung aus. Als erfolgreicher Geschäftsmann setzte er sich stets großzügig für die Interessen der Allgemeinheit ein. Nachdem sein Adoptivsohn Werner, ein promovierter Wirtschaftswissenschaftler, kurz nach dessen Promotion im Jahre 1968 ins Familienunternehmen eingestiegen war, wurde Werner Tessmar-Pfohl 1976 zum Mitglied der Geschäftsführung bestellt und übernahm nach der Umwandlung der Sattler Textilwerke OHG in die Sattler AG im Jahre 1999 den Alleinvorstand der neugeschaffenen Aktiengesellschaft und wurde 2001 deren Vorstandsvorsitzender. Daneben war Friedrich Pfohls Adoptivsohn unter anderem langjähriger Industrie- und Sparkassenpräsident – beispielsweise Chef der Industriellenvereinigung – sowie Vorsitzender des Grazer Universitätsrates.
Am 16. Jänner 2005 starb Friedrich Pfohl im Alter von 85 Jahren. Sieben Jahre später verstarb auch seine Ehefrau Dorothea, woraufhin es zu öffentlich bekanntgewordenen Erbstreitigkeiten aber auch zur Gründung einer Stiftung, der Stiftung Gut Schafferwerke, die bereits zu Lebzeiten Friedrich Pfohls initiiert worden war, kam. Bis zu seinem Tod war Friedrich Pfohl – wie auch sein Adoptivsohn – Mitglied von DIE ERSTE österreichische Spar-Casse Privatstiftung.